# Klasztor Krzyża Świętego w Omodos
Klasztor Krzyża Świętego – nieczynny prawosławny męski klasztor we wsi Omodos w dystrykcie Limassol, na Cyprze.
Według tradycji klasztor został założony na miejscu, gdzie mieszkańcy okolicznych wsi znaleźli relikwie Krzyża Pańskiego, nad którymi widoczne było światło. Wkrótce na miejscu odnalezienia relikwii osiedlili się prawosławni mnisi. Wydarzenie to miało mieć miejsce przed wizytą św. Heleny na Cyprze w 327. Badania historyczne nie pozwoliły dotąd na ustalenie dokładnej daty fundacji monasteru. Historycy badający przeszłość Cypru łączą jednak jego powstanie właśnie z wymienioną wizytą św. Heleny, której przypisuje się przewiezienie na Cypr części relikwii związanych z Męką Pańską.
Klasztor w Omodos stał się ważnym ośrodkiem pielgrzymkowym, relikwiom krzyża przypisywano moc czynienia cudów. Monaster nie zaprzestał działalności w okresie, gdy Cypr należał do Turcji: od 1700 posiadał sułtański firman zapewniający mu nietykalność. W pierwszych dekadach XIX w. pełną renowację obiektów klasztornych przeprowadzili przełożony wspólnoty Dosyteusz oraz arcybiskup Nowej Justyniany i całego Cypru Chryzant. Wzniesiono wówczas zachodnie skrzydło i część północnego skrzydła klasztoru. W monasterze pojawiło się również nowe wyposażenie utrzymane w stylu rokoko.
W 1821 mnisi klasztoru udzielali pomocy walczącej o niepodległość Grecji organizacji Filiki Eteria, za co przełożony wspólnoty, Dosyteusz, został aresztowany i stracony w Nikozji razem z hierarchami Kościoła – metropolitami Pafos, Kition i Kirenii Chryzantem, Melecjuszem i Laurentym oraz arcybiskup Nowej Justyniany i całego Cypru Cyprianem.
W 1850 rozbudowano główną świątynię klasztorną. Znajduje się w niej ikonostas wykonany przez twórców rosyjskich.
W 1917 całość majątku monasterskiego została przekazana mieszkańcom wsi Omodos. Kilka lat później, z powodu braku mnichów, dawny klasztor został zlikwidowany, a jego świątynie stały się cerkwiami parafialnymi. W budynkach zamieszkiwanych pierwotnie przez mnichów urządzono muzeum.
Przedmiotem kultu w świątyniach klasztoru są cząstka Krzyża Pańskiego i Świętego Sznura (którym Jezus Chrystus został związany; jedyna taka relikwia na świecie), kamień z Golgoty, czaszka apostoła Filipa oraz 26 fragmentów relikwii innych świętych (m.in. św. Pantelejmona, św. Mikołaja, św. Barbary, św. Charłampa, św. Mariny, św. Tryfona).